# Luigi Guido Grandi
Pour les articles homonymes, voir Grandi.
Luigi Guido Grandi (1er octobre 1671 - 4 juillet 1742) est un prêtre italien, philosophe, mathématicien et ingénieur né à Crémone. Guido Grandi suit une éducation jésuite et devient membre de l'ordre camaldule. Il est nommé professeur de philosophie à l'université de Florence en 1700, et professeur de mathématiques en 1714. Grandi est connu en mathématiques pour son étude des rosaces, courbes qui ont la forme des pétales de fleurs et qu'il nomme rhodonea. Il est aussi connu pour son analyse de la série qui porte son nom et d'où il tire des conclusions théologiques qui firent controverse. Il contribue à la Note sur le traité de Galilée concernant le mouvement naturel dans la première édition florentine du travail de Galilée et aide à l'introduction des idées de Leibniz sur le calcul infinitésimal en Italie. En tant qu'ingénieur, il est le superintendant de l'eau en Toscane et de par ce poste est impliqué dans le drainage de la vallée viticole de la Chiana. Il se rend en visite en 1709 en Angleterre, où il est élu membre de la Royal Society.

## Biographie
Luigi Guido Grandi naquit à Crémone le 1er octobre 1671, de parents distingués par leur fortune et leurs emplois. Il avait reçu au baptême les noms de Francesco Lodovico, qu’il pour celui de Guido, en prononçant ses vœux. Ses premiers maîtres avaient développé en lui le goût des sciences. Il établit dans son couvent une espèce d’académie, à laquelle il donna le titre de’ Certanti, qui fut, pour ainsi dire, le présage des disputes littéraires où il devait bientôt se signaler. Aristote était encore le seul oracle des écoles de l’Italie : en étudiant ses ouvrages, Grandi en découvrit les erreurs ; et, pour les combattre avec plus d’avantages, il sollicita une chaire de philosophie. Les partisans des vieilles doctrines se réunirent contre un homme qui avait eu l’imprudence de s’en déclarer l’ennemi ; mais il l’emporta sur eux, et fut nommé professeur à Florence. Il lui fut facile de démontrer la faiblesse et la fausseté des principes du péripatétisme ; mais aux erreurs d’Aristote il substitua celles de Descartes, sans prévoir que ce nouveau système devait être sitôt renversé. La lecture des livres de Descartes lui inspira le goût de la géométrie ; ses progrès dans cette science furent très-rapides, et il en porta les applications plus loin qu’on ne l’avait encore osé, puisqu’il s’en servit pour démontrer l’existence de Dieu et la vérité du christianisme.
Il venait d’être désigné par ses supérieurs pour enseigner la théologie à Rome ; la publication d’un ouvrage dans lequel il donnait une solution neuve des problèmes de Viviani sur la construction des voûtes fixa sur lui l’attention du grand-duc de Toscane, Cosme III de Médicis ; et ce prince le retint dans ses états, en le nommant en 1700 à la chaire de philosophie de l’université de Pise. Il s’appliqua dès lors avec une nouvelle ardeur aux mathématiques, prit part à toutes les discussions dont elles étaient l’objet, et entra en correspondance avec Leibniz, Newton, Bernoulli, Baglivi, qui tous lui donnèrent des témoignages d’estime et d’affection.
Dans le temps qu’il paraissait le plus occupé à l’examen des nouveaux problèmes de géométrie, il trouva le loisir de jeter un coup d’œil sur l’histoire de son ordre, et démontra facilement la fausseté de la plupart des faits recueillis par les légendaires. Cette hardiesse déplut à ses confrères ; ils le déposèrent de la place d’abbé de Saint-Michel de Pise, et le chassèrent même de cette maison ; mais le grand-duc intervint dans cette affaire, et ceux qui s’étaient le plus déchaînés contre lui furent les premiers à proposer une réconciliation. Grandi se borna depuis uniquement aux mathématiques, dont il venait d’être nommé professeur, et nul doute que, sans cette ardeur pour la dispute dont on a déjà parlé, il n’eût laissé sur cette science des ouvrages plus importants. Cependant on doit convenir qu’il ne fut pas toujours l’agresseur ; mais il était difficile de l’apaiser, et la mort de ses adversaires termina seule ses querelles avec Vitale Giordano sur le mouvement de la terre, et avec Marchetti et Varignon sur l’infini.
Grandi, dont la réputation s’était étendue par toute l’Italie, fut chargé de prendre des mesures parer aux inondations du Reno ; il devint l’arbitre des différends qui s’étaient élevés à ce sujet entre les habitants de Bologne et de Ferrare, et étant parvenu à les accommoder, il en fut récompensé par l’abbaye de Saint-Michel, que le pape lui rendit, et par la place d’intendant général des eaux en Toscane. Né avec un tempérament robuste, il avait joui constamment d’une bonne santé ; il tomba tout à coup comme épuisé de fatigues, passa deux années dans un état de faiblesse présage de sa fin prochaine, et mourut enfin le 4 juillet 1742.

## Œuvres

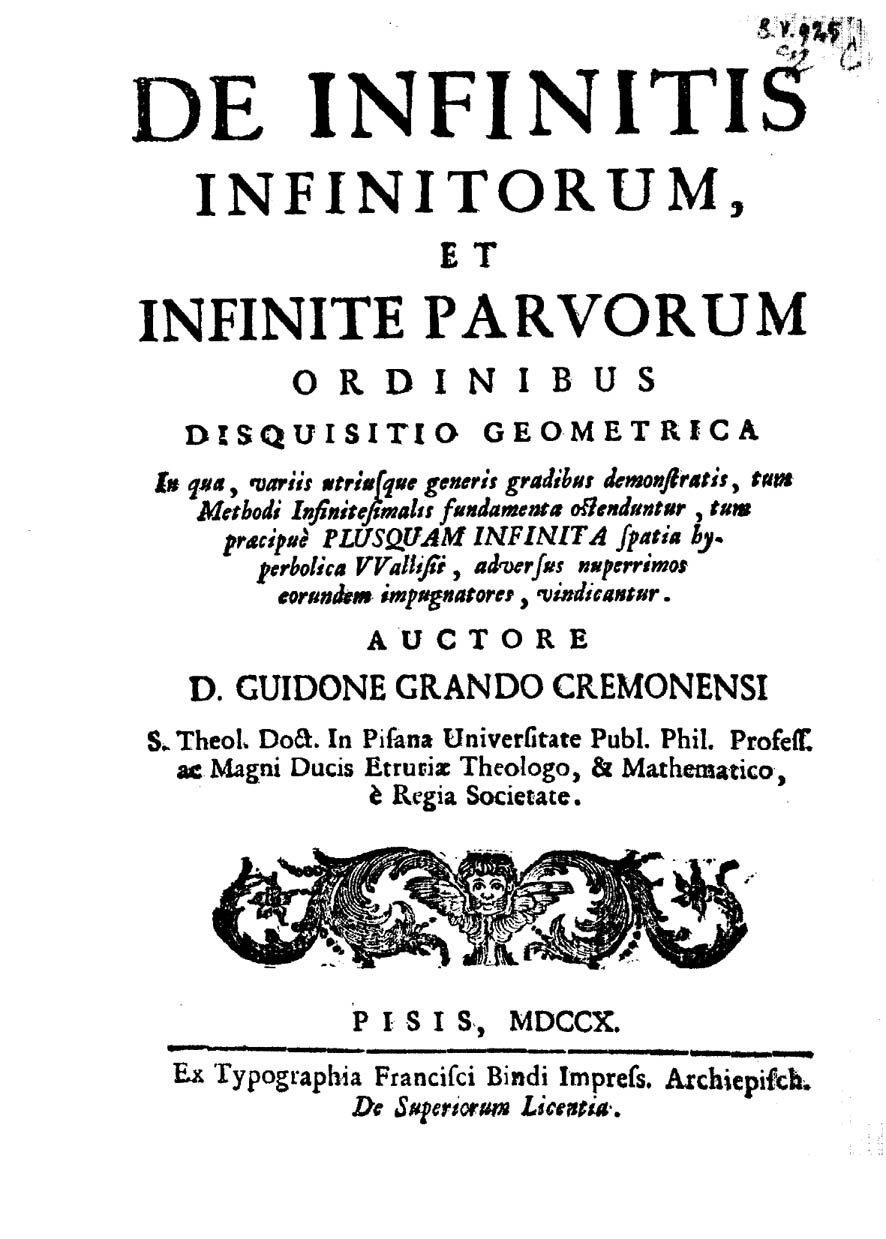
De infinitis infinitorum

On trouvera la liste de ses nombreux ouvrages à la suite de son Éloge par Bandini (Memoriæ Italorum, t. 6), et plus complète encore dans Fabroni, Vitæ Italorum, t. 8. Les principaux sont :
- Geometrica demonstratio Vivianeorum problematum, Florence, 1699, in-4°. Cet écrit, dit Montucla, tient bien plus que ne promet le titre ; c’est celui qui lui mérita la bienveillance du grand-duc de Toscane ;
- Geometrica demonstratio theorematum Hugenianorum circa logisticam, cum epistola ad Pat. Cævam, ibid., 1701, in-4°, et dans le recueil des œuvres d’Huygens. C’est, dit le même auteur, un morceau très-estimable du savoir de Grandi en géométrie, d’autant qu’il ne paraît pas s’être aidé des méthodes nouvelles, qui à la vérité expédient tout cela avec bien de la facilité. Il y a d’ailleurs dans ce livre beaucoup de considérations curieuses et nouvelles.
- Quadratura circuli et hyperbolæ, per infinitas hyperbolas geometrice exhibita, Pise, 1703, in-8° ; 1710, in-4°. Il y soutenait que 0 + 0 + 0 à l’infini donne une quantité finie ; Marchetti, son censeur, refusa de lui passer cette idée, prétendant qu’elle est irréligieuse ; et il avait d’autant plus de tort, dit Montucla, que d’autres ont cru y trouver l’explication du mystère de la Création. Ce fut là le sujet de débats qui durèrent pendant deux ans, et qui ne finirent qu’à la mort de Marchetti.
- Dissertationes Camaldulenses in quibus agitur de institutione Camaldulensis ordinis, Lucques, 1707, in-4° ;
- des Recherches sur la nature et les propriétés du son, dans les Philosophical Transactions, no 319, ann. 1709. Cet ouvrage lui mérita une place à la Royal Society de Londres.
- De infinitis infinitorum infiniteque parvorum ordinibus, Pise, 1720, in-4°. Il y prend avec aigreur, contre Varignon, la défense des plus qu’infinis de Wallis ; mais tous les géomètres sont d’accord aujourd’hui que les espaces prétendus plus qu’infinis ne sont que des espaces finis, mais négatifs ou pris en sens contraire.
- Sistema del mondo terraqueo geograficamente descritto, Venise, 1716, 2 tomes in-4° ;
- Trattato delle resistenze, dans le tome 2 des Œuvres de Galilée, Florence, 1718 : cette édition renferme quelques autres pièces de Grandi ;
- Del movimento delle acque, trattato geometrico, inséré dans la Raccolta d’autori che trattano del moto dell’acque, Florence, 1723, 3 vol. in-4°. On trouve dans ce recueil quelques autres morceaux de Grandi.
- Compendio delle sezioni coniche d’Apollonio, Florence, 1722 ;
- Epistola de Pandectis, Pise, 1724, in-4° ; deuxième édition, augmentée, Florence, 1727, in-4°. Vindiciæ pro Epistola, ibid., 1728, in-4° ; Nuova disamina della storia delle Pandette Pisane e di chi prima la ramentava, Faenza, 1730, in-4°. Ces trois ouvrages ont pour but de prouver que la ville de Pise possède le célèbre manuscrit des Pandectes, découvert à la prise d’Amalfi en 1137 ; mais l’opinion contraire a prévalu, et c’est à Florence qu’est conservé ce précieux monument d’antiquité, dont Pise n’a qu’une copie.
- Flores geometrici ex rhodonearum, et Clæliarum curvarum descriptione resultantes ; una cum novi expedi Mesolabii auctario, 1728, in-4°. Le Mésolabe, inventé par Grandi, suffirait, suivant Cinelli, pour assurer sa réputation dans l’avenir. Les courbes dont il est question dans cet ouvrage sont nommées les unes rhodonées, à cause de leur ressemblance à une rose ; les autres Clélies, en hommage à la comtesse Clelia Borromeo[1].
- Elementi geometrici piani e solidi, Venise, 1759, in-8°.

Grandi était non-seulement géometre, mais théologien, biographe, antiquaire et même poète. Il a laissé un grand nombre de biographies, de dissertations, d’opuscules, dans les recueils du temps, et principalement dans celui de Calogerà. Ses œuvres, recueillies par son confrère Ambrogio Soldani, forment quarante-quatre volumes, que l’on conservait à Pise dans la bibliothèque des Camaldules, et qui doivent être aujourd’hui dans celle de la ville.